# الضبعة
الضَبَعَة هي مدينة مصرية في محافظة مطروح، بشمال غرب جمهورية مصر العربية. والضبعة إداريا تبدأ من قرية غزالة شرقا حتى قرية فوكة غربا ومساحتها الإجمالية تبلغ 69 كيلو مترا على الساحل وتوجد بها منشآت تعليمية مختلفة، ويمر بها خط للسكة الحديد. كما تبعد عن الطريق الدولي مسافة 2 كيلومتر. ترجع شهرة هذه المدينة إلى أهميتها السياسية، حيث أنها تحتوى على أحد أنسب المواقع الصالحة لبناء مفاعل نووي في مصر.

## تاريخ
في شهر أكتوبر عام 2004 قام وزير السياحة المصري برفقة محافظ مطروح ووفد أجنبي بزيارة مدينة الضبعة وقد صرح بعد تلك الزيارة بأنه سوف يتم تحويل المدينة إلى قرى سياحية، وقد قضى ذلك التصريح على كل الآمال المتعلقة بالمشروع النووي في مصر. كما أثار ذلك التصريح استياء وسخط السياسة والصحفيين والرأي العام.

## المحطة النووية
وفي 9 فبراير 2010، صرح زهير جرانة، وزير السياحة المصري، خلال مؤتمر صحفي، إن هذا «المشروع القومي» لن يكون له أي تأثيرات ضارة على الاستثمارات السياحية في هذه المنطقة، مشيرا إلى أن فرنسا التي تعد واحدة من أكبر الدول السياحية تقوم ببناء المحطات النووية في محيط المنتجعات السياحية، والمناطق السكنية.
وفي 25 أغسطس، حسم رئيس مصر السابق حسني مبارك جدلا يدور منذ ثلاث سنوات حول موقع أول محطة نووية لتوليد الكهرباء وأقر اختيار منطقة الضبعة على الساحل الشمالي الغربي للبلاد لإقامتها. وقال المتحدث باسم الرئاسة المصرية آنذاك سليمان عواد «حسم الجدل بشأن موقع الضبعة، حيث تقرر ان تكون الضبعة موقعا لأول محطة كهرباء تعمل بالطاقة النووية في مصر»، وأضاف أن "مبارك حسم هذا الامر خلال اجتماع عقده مع أعضاء المجلس الأعلى للاستخدامات السلمية" مؤكدا أن "هذا الإجتماع كان "هاما للغاية ويمثل نقلة في مسار تنفيذ البرنامج الإستراتيجي لتأمين إمدادات الطاقة والاستخدامات السلمية للطاقة النووية"، وأوضح أن «الدراسات القديمة والحديثة بما في ذلك الدراسات اللاحقة التي أجريت بالتعاون مع الوكالة الدولية للطاقة الذرية حول موقع الضبعة أشارت إلى انه الموقع الأمثل لإقامة محطات نووية».
ومنذ الإعلان عام 2007 عن تفعيل البرنامج النووي المصري الذي تم تجميده في العام 1986 بعد كارثة تشيرنوبيل، يدور جدل واسع في مصر حول ما إذا كانت منطقة الضبعة هي المكان الملائم لإقامة المفاعل.
وقالت الصحف المصرية أن بعض رجال الأعمال يمارسون ضغوطا لاختيار موقع بديل لرغبتهم في إقامة قرى سياحية على الساحل الشمالي الغربي لمصر في موقع الضبعة.
ونقلت وكالة أنباء الشرق الأوسط عن وزير الكهرباء حسن يونس ان «المناقصة العالمية لإنشاء المحطة النووية بالضبعة سيتم طرحها نهاية هذا العام»، وقدر كلفة إنشاء هذه المحطة ب 4 مليارات دولار.
وتأمل مصر أن يبدأ تشغيل هذا المفاعل الذي ستبلغ طاقته 1000 ميجاوات في العام 2019، بحسب ما قال أكثم أبو العلا الناطق باسم وزراة الكهرباء.
وبحسب البنك الدولي، فان الطلب على الكهرباء في مصر زاد بنسبة 7% في المتوسط بين 1997 و2004 وينتظر أن يزيد بنسبة 6 إلى 7% خلال السنوات الأربع المقبلة.
وتعتبر مصر أكبر بلد عربي من حيث عدد السكان الذي يبلغ 92 مليون نسمة. وتضاعف سكان مصر خلال ثلاثين عاما كما أنه من المنتظر أن تصل نسبة النمو إلى 6,5% خلال العام 2010-2011.
ورغم الاكتشافات الجديدة، فإن إنتاج مصر من النفط يمكن أن يصبح غير كاف لتلبية الاستهلاك المحلي خلال السنوات المقبلة.
ويعاني المصريون منذ أسابيع عدة من انقطاعات متكررة للتيار الكهربائي بسبب ارتفاع درجة الحرارة وتزايد الاستهلاك الذي يشكل عبئا على شبكتها القديمة وغير الكافية.
وتأمل مصر في إنتاج 20% من احتياجاتها من الكهرباء عن طريق مصادر طاقة متجددة بحلول العام 2020.
وكان المدير العام للوكالة الدولية للطاقة الذرية يوكيا امانو أعلن خلال زيارة إلى مصر في حزيران/يونيو الماضي أن الوكالة على استعداد لمساعدة مصر في برنامجها النووي السلمي.
وتمتلك مصر مفاعل أبحاث صغير في انشاص (شمال شرق القاهرة).
وكانت مصر وقعت على معاهدة الحد من انتشار الأسلحة النووية عام 1981 وهي تدعو إلى إخلاء منطقة الشرق الأوسط من الاسلحة النووية وتنتقد بانتظام إسرائيل في هذا الملف.
ولكن القاهرة ترفض التوقيع على بروتوكول إضافي يعزز صلاحيات الوكالة الدولية للطاقة الذرية في مجال التفتيش.
وأعربت عدة دول عربية عن رغبتها في إقامة محطات نووية أو إطلاق برنامج نووي للأغراض السلمية خلال السنوات الأخيرة.
وأعلنت الإمارات في نهاية عام 2009 أنها اختارت كونسورسيوم تقوده شركة كبكو (كوريا الجنوبية) لإنشاء أربعة مفاعلات نووية وهو مشروع تبلغ كلفته 20,4 مليار دولار.

## الجغرافيا والمناخ

### المناخ
| البيانات المناخية لـالضبعة         | البيانات المناخية لـالضبعة | البيانات المناخية لـالضبعة | البيانات المناخية لـالضبعة | البيانات المناخية لـالضبعة | البيانات المناخية لـالضبعة | البيانات المناخية لـالضبعة | البيانات المناخية لـالضبعة | البيانات المناخية لـالضبعة | البيانات المناخية لـالضبعة | البيانات المناخية لـالضبعة | البيانات المناخية لـالضبعة | البيانات المناخية لـالضبعة | البيانات المناخية لـالضبعة |
| الشهر                              | يناير                      | فبراير                     | مارس                       | أبريل                      | مايو                       | يونيو                      | يوليو                      | أغسطس                      | سبتمبر                     | أكتوبر                     | نوفمبر                     | ديسمبر                     | المعدل السنوي              |
| ---------------------------------- | -------------------------- | -------------------------- | -------------------------- | -------------------------- | -------------------------- | -------------------------- | -------------------------- | -------------------------- | -------------------------- | -------------------------- | -------------------------- | -------------------------- | -------------------------- |
| الدرجة القصوى °م (°ف)              | 28.6 (83.5)                | 30.9 (87.6)                | 38.2 (100.8)               | 43.2 (109.8)               | 47.1 (116.8)               | 46.8 (116.2)               | 39.0 (102.2)               | 41.8 (107.2)               | 40.0 (104.0)               | 37.7 (99.9)                | 32.6 (90.7)                | 28.3 (82.9)                | 47.1 (116.8)               |
| متوسط درجة الحرارة الكبرى °م (°ف)  | 17.8 (64.0)                | 18.7 (65.7)                | 20.4 (68.7)                | 23.6 (74.5)                | 26 (79)                    | 28.5 (83.3)                | 29.4 (84.9)                | 30 (86)                    | 28.9 (84.0)                | 26.7 (80.1)                | 23.2 (73.8)                | 19.7 (67.5)                | 24.4 (75.9)                |
| المتوسط اليومي °م (°ف)             | 12.8 (55.0)                | 13.7 (56.7)                | 15 (59)                    | 17.8 (64.0)                | 20.6 (69.1)                | 23.8 (74.8)                | 25.4 (77.7)                | 25.8 (78.4)                | 24.5 (76.1)                | 22 (72)                    | 18.2 (64.8)                | 14.4 (57.9)                | 19.5 (67.1)                |
| متوسط درجة الحرارة الصغرى °م (°ف)  | 7.8 (46.0)                 | 8.1 (46.6)                 | 9.7 (49.5)                 | 12.1 (53.8)                | 14.6 (58.3)                | 18.2 (64.8)                | 20.7 (69.3)                | 21 (70)                    | 19.5 (67.1)                | 16.6 (61.9)                | 13 (55)                    | 9.3 (48.7)                 | 14.2 (57.6)                |
| أدنى درجة حرارة °م (°ف)            | 0.9 (33.6)                 | 2.8 (37.0)                 | 3.1 (37.6)                 | 5.6 (42.1)                 | 8.4 (47.1)                 | 11.6 (52.9)                | 14.5 (58.1)                | 15.6 (60.1)                | 13.7 (56.7)                | 11.4 (52.5)                | 7.4 (45.3)                 | 1.8 (35.2)                 | 0.9 (33.6)                 |
| الهطول مم (إنش)                    | 32 (1.3)                   | 18 (0.7)                   | 8 (0.3)                    | 2 (0.1)                    | 2 (0.1)                    | 1 (0.0)                    | 0 (0)                      | 0 (0)                      | 1 (0.0)                    | 12 (0.5)                   | 15 (0.6)                   | 28 (1.1)                   | 119 (4.7)                  |
| متوسط أيام هطول الأمطار (≥ 1.0 mm) | 3.4                        | 1.4                        | 1.0                        | 0.4                        | 0.1                        | 0.0                        | 0.0                        | 0.0                        | 0.1                        | 1.0                        | 1.3                        | 2.6                        | 11.3                       |
| متوسط الرطوبة النسبية (%)          | 67                         | 65                         | 67                         | 64                         | 66                         | 67                         | 69                         | 69                         | 66                         | 65                         | 64                         | 64                         | 66.1                       |
| ساعات سطوع الشمس الشهرية           | 200.7                      | 205.4                      | 255.7                      | 279.4                      | 317.3                      | 356.4                      | 374.0                      | 354.9                      | 313.8                      | 274.9                      | 228.0                      | 205.0                      | 3٬365٫5                    |
| المصدر #1: NOAA                    |                            |                            |                            |                            |                            |                            |                            |                            |                            |                            |                            |                            |                            |
| المصدر #2: Climate Charts          |                            |                            |                            |                            |                            |                            |                            |                            |                            |                            |                            |                            |                            |

## التقسيم الإداري والقرى
مدينة الضبعة هي قاعدة مركز الضيعة والذي يضم القرى التالية:
- الحرابي
- مدينة الضبعة
- الزيتون
- الشربنية
- الجفيرة
- جلال
- حميمة
- زاوية العوامة
- سمالوس
- سوانى جابر
- شبيب
- علواني
- غزال
- فوكة

## وصلات خارجية
- الضبعة
- الضبعة